# Olympische Sommerspiele 1972/Leichtathletik – 800 m (Frauen)
Der 800-Meter-Lauf der Frauen bei den Olympischen Spielen 1972 in München wurde am 31. August, 1. und 3. September 1972 im Olympiastadion München ausgetragen. 38 Athletinnen nahmen teil.
Olympiasiegerin wurde Hildegard Falck aus der Bundesrepublik Deutschland. Sie gewann vor Nijolė Sabaitė aus der Sowjetunion und Gunhild Hoffmeister, DDR.
Für die Bundesrepublik Deutschland – offiziell Deutschland – starteten neben der Siegerin Falck auch Sylvia Schenk und Gisela Ellenberger. Beide schieden im Halbfinale aus.

Neben der Medaillengewinnerin Hoffmeister ging für die DDR Maritta Politz an den Start, die im Vorlauf scheiterte.

Die Österreicherin Maria Sykora qualifizierte sich für das Halbfinale und schied dort aus.

Die Schweiz wurde durch Elisabeth Neuenschwander vertreten, die ebenfalls im Vorlauf ausschied.

Läuferinnen aus Liechtenstein nahmen nicht teil.

## Rekorde

### Bestehende Rekorde
| Weltrekord         | 1:58,5 min | Hildegard Falck ( BR Deutschland) | Stuttgart, BR Deutschland (heute Deutschland) | 11. Juli 1971    |
| Olympischer Rekord | 2:00,9 min | Madeline Manning ( USA)           | Finale OS Mexiko-Stadt, Mexiko                | 19. Oktober 1968 |

### Rekordverbesserungen
Der bestehende olympische Rekord wurde zweimal verbessert:
- 1:58,93 min – Swetla Slatewa (Bulgarien), zweiter Vorlauf am 31. August
- 1:58,55 min – Hildegard Falck (BR Deutschland), Finale am 3. September

## Durchführung des Wettbewerbs
Die Athletinnen traten am 31. August zu fünf Vorläufen an. Die jeweils drei Laufbesten – hellblau unterlegt – sowie die nachfolgend Zeitschnellste – hellgrün unterlegt – erreichten das Halbfinale am 1. September. Aus den Vorentscheidungen qualifizierten sich die jeweils vier Laufbesten – wiederum hellblau unterlegt – für das Finale am 3. September.

## Zeitplan
31. August, 16:45 Uhr: Vorläufe

1. September, 17:40 Uhr: Halbfinale

3. September, 18:00 Uhr: Finale

## Vorrunde
Datum: 31. August 1972, ab 16:45 Uhr

### Vorlauf 1
| Platz | Name                     | Nation         | Zeit        |
| ----- | ------------------------ | -------------- | ----------- |
| 1     | Hildegard Falck          | BR Deutschland | 2:01,52 min |
| 2     | Madeline Manning         | USA            | 2:02,63 min |
| 3     | Cheryl Peasley           | Australien     | 2:03,11 min |
| 4     | Mary Tracey              | Irland         | 2:04,18 min |
| 5     | Martine Duvivier         | Frankreich     | 2:04,87 min |
| 6     | Donata Govoni            | Italien        | 2:05,24 min |
| 7     | Elisabeth Neuenschwander | Schweiz        | 2:06,89 min |
| DNS   | Arda Kalpakian           | Libanon        |             |

### Vorlauf 2
| Platz | Name                | Nation         | Zeit        | Anmerkung |
| ----- | ------------------- | -------------- | ----------- | --------- |
| 1     | Swetla Slatewa      | Bulgarien      | 1:58,93 min | OR        |
| 2     | Vera Nikolić        | Jugoslawien    | 1:59,62 min |           |
| 3     | Sylvia Schenk       | BR Deutschland | 2:02,22 min |           |
| 4     | Elżbieta Skowrońska | Polen          | 2:03,26 min |           |
| 5     | Jennifer Orr        | Australien     | 2:04,46 min |           |
| 6     | Cheryl Toussaint    | USA            | 2:08,90 min |           |
| 7     | Claire Walsh        | Irland         | 2:08,98 min |           |
| 8     | Heather Gooding     | Barbados       | 2:19,69 min |           |

### Vorlauf 3
| Platz | Name               | Nation         | Zeit        |
| ----- | ------------------ | -------------- | ----------- |
| 1     | Nijolė Sabaitė     | Sowjetunion    | 2:01,50 min |
| 2     | Abby Hoffman       | Kanada         | 2:01,57 min |
| 3     | Maria Sykora       | Österreich     | 2:01,82 min |
| 4     | Gisela Ellenberger | BR Deutschland | 2:01,92 min |
| 5     | Maritta Politz     | DDR            | 2:02,40 min |
| 6     | Margaret Coomber   | Großbritannien | 2:02,99 min |
| 7     | Emesia Chizunga    | Malawi         | 2:19,22 min |
| DNF   | Malak El-Nasser    | Syrien         |             |

Malak El-Nasser war die erste syrische Frau, die bei Olympischen Spielen startete. Zugleich war sie die erste Sportlerin aus Syrien, die an olympischen Leichtathletikwettbewerben teilnahm.

### Vorlauf 4
| Platz | Name                 | Nation         | Zeit        |
| ----- | -------------------- | -------------- | ----------- |
| 1     | Ileana Silai         | Rumänien       | 2:01,42 min |
| 2     | Annelise Damm Olesen | Dänemark       | 2:01,77 min |
| 3     | Magdolna Kulcsár     | Ungarn         | 2:02,35 min |
| 4     | Pat Cropper          | Großbritannien | 2:03,55 min |
| 5     | Wassilena Amsina     | Bulgarien      | 2:05,92 min |
| 6     | Marleen Verheuen     | Belgien        | 2:09,13 min |
| 7     | Raissa Ruus          | Sowjetunion    | 2:11,18 min |
| 8     | Lee Chiu-hsia        | Taiwan         | 2:11,81 min |

### Vorlauf 5
| Platz | Name                | Nation         | Zeit        |
| ----- | ------------------- | -------------- | ----------- |
| 1     | Nina Morgunowa      | Sowjetunion    | 2:02,64 min |
| 2     | Gunhild Hoffmeister | DDR            | 2:03,15 min |
| 3     | Rosemary Stirling   | Großbritannien | 2:03,64 min |
| 4     | Sue Haden           | Neuseeland     | 2:04,86 min |
| 5     | Chereno Maiyo       | Kenia          | 2:04,86 min |
| 6     | Wendy Koenig        | USA            | 2:08,71 min |
| 7     | Malika Hadky        | Marokko        | 2:12,46 min |

## Halbfinale

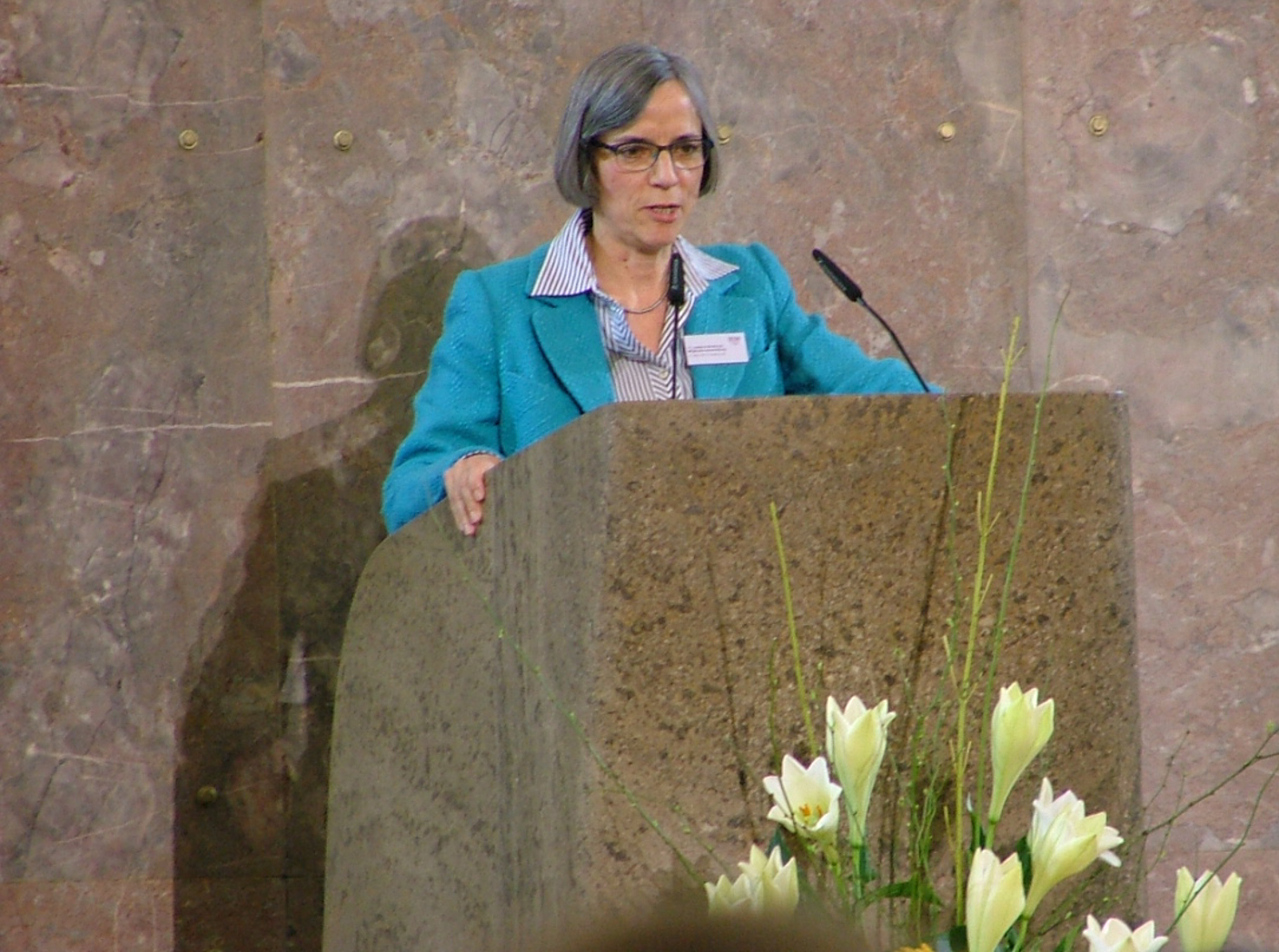
Sylvia Schenk (Foto: 2003) fehlte auf ihrem fünften Rang im ersten Halbfinale eine Hundertstelsekunde zur Teilnahme am Finale

Datum: 1. September 1972, ab 17:40 Uhr

### Lauf 1
| Platz | Name                 | Nation         | Zeit        |
| ----- | -------------------- | -------------- | ----------- |
| 1     | Nijolė Sabaitė       | Sowjetunion    | 2:00,90 min |
| 2     | Gunhild Hoffmeister  | DDR            | 2:01,21 min |
| 3     | Abby Hoffman         | Kanada         | 2:01,37 min |
| 4     | Vera Nikolić         | Jugoslawien    | 2:01,49 min |
| 5     | Sylvia Schenk        | BR Deutschland | 2:01,50 min |
| 6     | Annelise Damm Olesen | Dänemark       | 2:04,19 min |
| 7     | Cheryl Peasley       | Australien     | 2:04,56 min |
| DNS   | Magdolna Kulcsár     | Ungarn         |             |

### Lauf 2
| Platz | Name               | Nation         | Zeit          |
| ----- | ------------------ | -------------- | ------------- |
| 1     | Hildegard Falck    | BR Deutschland | 2:01,41 min   |
| 2     | Swetla Slatewa     | Bulgarien      | 2:01,66 min   |
| 3     | Ileana Silai       | Rumänien       | 2:01,85 min   |
| 4     | Rosemary Stirling  | Großbritannien | 2:02,36 min\| |
| 5     | Madeline Manning   | USA            | 2:02,39 min   |
| 6     | Maria Sykora       | Österreich     | 2:02,44 min   |
| 7     | Gisela Ellenberger | BR Deutschland | 2:02,97 min   |
| 8     | Nina Morgunowa     | Sowjetunion    | 2:04,93 min   |

## Finale

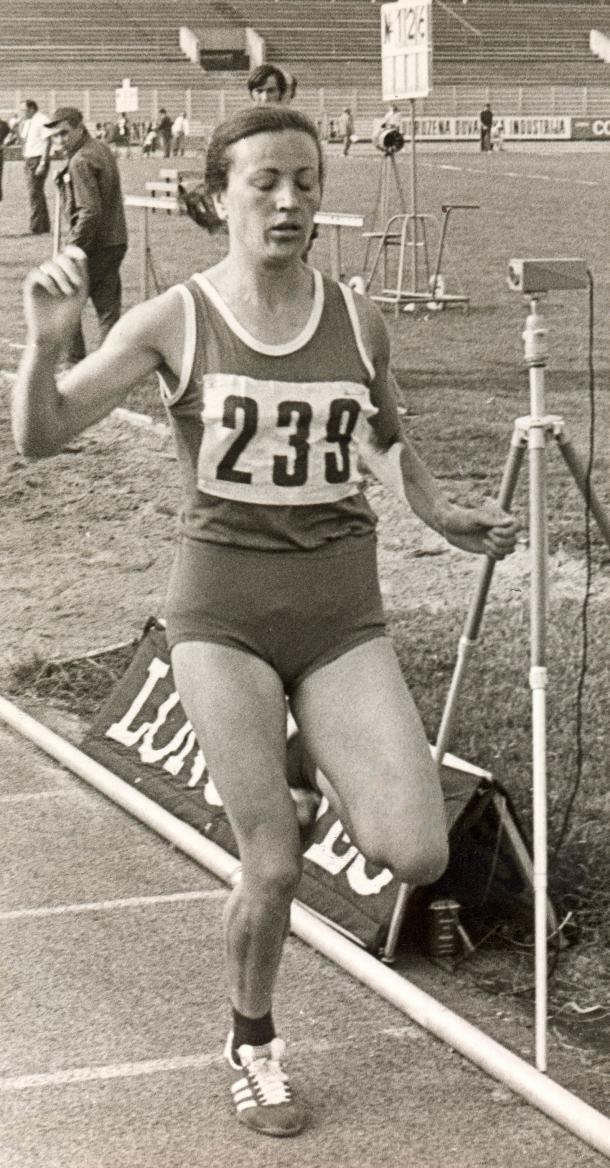
Europameisterin Vera Nikolić belegte Rang fünf
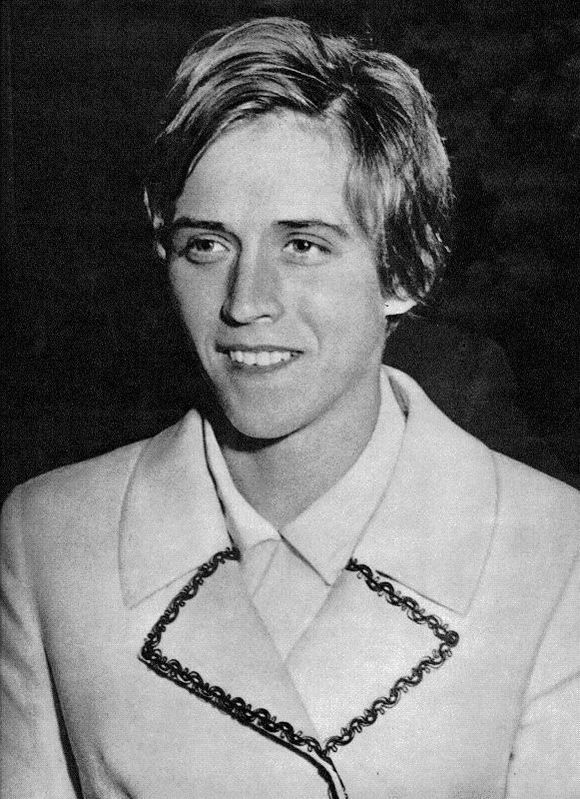
Die sechstplatzierte Ileana Silai

Datum: 3. September 1972, 18:00 Uhr
| Platz | Name                | Nation         | Zeit        | Anmerkung |
| ----- | ------------------- | -------------- | ----------- | --------- |
| 1     | Hildegard Falck     | BR Deutschland | 1:58,55 min | OR        |
| 2     | Nijolė Sabaitė      | Sowjetunion    | 1:58,65 min |           |
| 3     | Gunhild Hoffmeister | DDR            | 1:59,16 min |           |
| 4     | Swetla Slatewa      | Bulgarien      | 1:59,72 min |           |
| 5     | Vera Nikolić        | Jugoslawien    | 1:59,98 min |           |
| 6     | Ileana Silai        | Rumänien       | 2:00,04 min |           |
| 7     | Rosemary Stirling   | Großbritannien | 2:00,15 min |           |
| 8     | Abby Hoffman        | Kanada         | 2:00,17 min |           |

Die bundesdeutsche Weltrekordlerin Hildegard Falck, die als erste Frau auf dieser Distanz im Vorjahr unter zwei Minuten geblieben war, hatte eine bislang wenig erfolgreich verlaufende Saison hinter sich. In Vergleichen mit internationalen Spitzenathletinnen war sie stets unterlegen und sogar bei den Deutschen Meisterschaften hatte sie sich mit Platz zwei zufriedengeben müssen. Bereits in den Vorläufen hier in München wurden reihenweise Topzeiten erzielt, sogar die 2-Minuten-Marke wurde von der Bulgarin Swetla Slatewa, die dabei einen neuen olympischen Rekord aufstellte, deutlich unterboten. Allerdings machte Falck in den Vor- und Zwischenläufen einen starken Eindruck, so besiegte sie im Halbfinale u. a. auch Slatewa. Hoch eingeschätzt wurden außerdem die amtierende Europameisterin Vera Nikolić aus Jugoslawien, Gunhild Hoffmeister aus der DDR, Vizeeuropameisterin über 1500 Meter, sowie die sowjetische Läuferin Nijolė Sabaitė.
Im Finale übernahmen zunächst Nikolić, Slatewa und die Rumänin Ileana Silai, Olympiazweite von 1968, die Führungsarbeit, das Tempo war hoch, die 400-Meter-Zwischenzeit betrug 58,31 Sekunden. Im Windschatten der drei Führenden liefen Falck, Hoffmeister und Sabaitė. So blieb es mit knappen Abständen bis in die Zielkurve hinein. Etwa 130 Meter vor dem Ziel zog Falck das Tempo deutlich an und ging außen an ihren Konkurrentinnen vorbei, die nun auch noch Sabaitė und Hoffmeister passieren lassen mussten. Auf der Zielgeraden kam Sabaitė noch einmal stark auf, doch Hildegard Falck konnte den Olympiasieg knapp über die Ziellinie bringen und stellte mit 1:58,55 min einen neuen olympischen Rekord auf. Nijolė Sabaitė wurde mit einer Zehntelsekunde Rückstand Zweite. Gunhild Hoffmeister gewann eine weitere halbe Sekunde dahinter die Bronzemedaille vor Swetla Slatewa und Vera Nikolić. Diese fünf Läuferinnen unterboten die 2-Minuten-Marke.
Hildegard Falck wurde die erste bundesdeutsche Olympiasiegerin über 800 Meter.

Gunhild Hoffmeister war die erste DDR-Athletin, die in dieser Disziplin eine Medaille gewann.

Zuvor hatten mit Lina Radke, Olympiasiegerin 1928, sowie Ursula Donath, Bronzemedaillengewinnerin 1960, zwar deutsche Teilnehmerinnen Medaillen gewonnen, aber sie waren für eine gesamtdeutsche Mannschaft an den Start gegangen.

## Videolinks
- 1972 Olympic Games. Women's 800 metres final run, veröffentlicht am 10. Dezember 2013 auf youtube.com, abgerufen am 6. Dezember 2017
- Hildegard Falck und Anatomie von 800 Metern, youtube.com, abgerufen am 4. Oktober 2021